# Veston

(trái) Veston một hàng khuy và Veston hai hàng khuy (phải)

Veston, còn gọi vắn tắt là vest, là một chiếc áo khoác có tay cài nút phía trước, che đi cơ thể từ phần ngực đến hông và là một bộ phận của trang phục com-lê.
Veston cũng là khái niệm của sự thoải mái trong phong trào cách tân quần áo, đơn giản hóa trang phục phù hợp cho cả nam và nữ.

## Từ nguyên
Từ Veston phiên âm là vét-tông trong tiếng Việt, bắt nguồn tiếng Pháp của từ Veste là tên gọi chung cho loại áo khoác may mặc thiết kế tương tự Com lê (comple-veston). Trong khi tiếng Pháp hiện đại, jaquette đồng nghĩa với các loại áo khoác bảo vệ cơ thể bên ngoài thông thường.
Tùy thuộc vào phương ngữ của tiếng Anh, mà cách gọi tên cho chiếc áo cũng khác nhau. Tại Hoa Kỳ (AmE) được gọi là lounge jacket, suit jacket, trong khi người Anh (BrE) thường gọi là lounge coat hoặc suit coat.

## Cấu trúc
Áo vest là yếu tố phức tạp trong công việc của người thợ may. Nhiệm vụ may mô hình tấm phẳng trên cơ thể con người theo ba chiều. Ngực, cổ áo, tay áo phải phù hợp với nhau và thoải mái với người mặc.
Theo truyền thống, áo veston được thợ may thực hiện đo cho các khách hàng cá nhân. Các thợ may định trước kích thước tiêu chuẩn bắt đầu với các nhà máy và sản xuất hàng loạt vào cuối thế kỷ thứ 18 và trở thành mặc hàng may chủ lực trong quân sự trong thế kỷ 19. Từ cuối thế kỷ 19, chiếc áo vest dần phổ biến đối với quần áo dân sự. Một phương pháp khác là để đo quần áo, thợ may điều chỉnh trong cấu trúc mô hình đúc sẵn bằng cách đo chi tiết của khách hàng và dựa theo mô hình có kích cỡ gần chính xác nhất để cắt may.

## Ve áo
Ve áo là phần của một chiếc áo vest ngay bên dưới cổ áo được gấp lại ở hai bên, dọc theo khe hở phía trước. Có ba kiểu ve áo chính, bao gồm: Ve chữ v mở, ve áo đỉnh nhọn, và ve áo trơn (ve cổ san: shawl). Mỗi kiểu ve áo mang những ý nghĩa khác nhau, và được may với những đường cắt khác nhau. 

### Ve chữ v mở
Ve chữ V mở là tiêu chuẩn trên áo vest một hàng khuy, và được sử dụng trên hầu hết với bộ com-lê, áo blazer, áo vest thể thao. Kích thước của ve áo có thể thay đổi, đôi khi được gọi là Ve miệng cá (fish-mouth lapel). Đây là loại ve áo đầu tiên xuất hiện và là loại phổ biến nhất.

### Ve đỉnh nhọn
Ve đỉnh nhọn là trang trọng nhất, được may trên hầu hết áo vest hai hàng khuy, áo vest đuôi tôm (tailcoat)

### Ve trơn
Ve trơn (hay ve cổ san - shawl) ban đầu được nhìn thấy trên áo xì-mốc-kinh của thời đại Victoria, bây giờ ve áo phổ biến nhất trên Tuxedo. Điều này tương tự như trang phục dạ tiệc tối, ve áo trơn phù hợp với áo vest hai hàng khuy, cũng bao gồm sử dụng trên áo vest một hàng khuy. Trong trường hợp này, ve áo thường là chất liệu vải satin hoặc độ bóng tương phản nhẹ với vải áo vest. Ve áo thường có màu đen.

## Túi áo
- Trong kinh doanh 
  - Túi nắp
  - Túi vé
  - Túi xiên
- Trong thường nhật
  - Túi bầu
  - Túi nắp
  - Túi đứng

Hình minh họa các loại túi áo phù hợp:

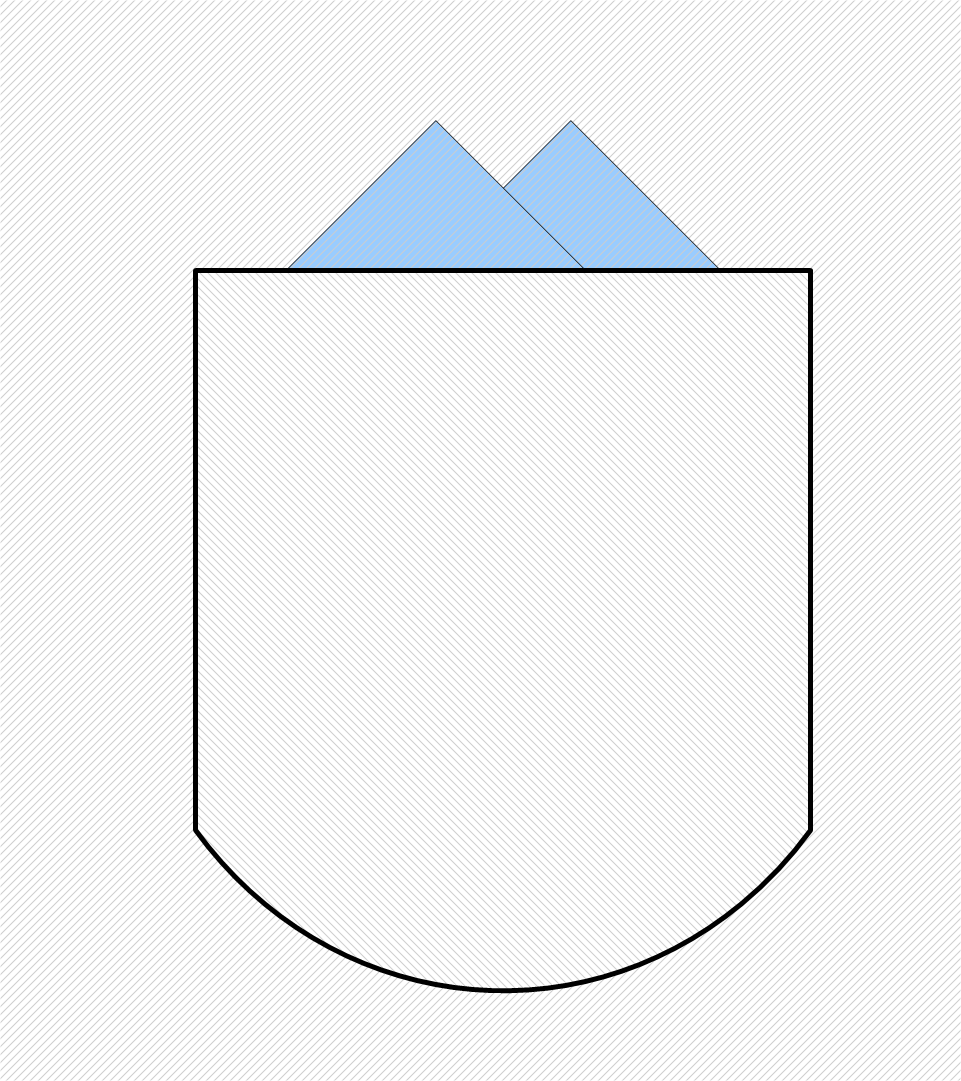
Túi bầu (phù hợp với áo blazer)
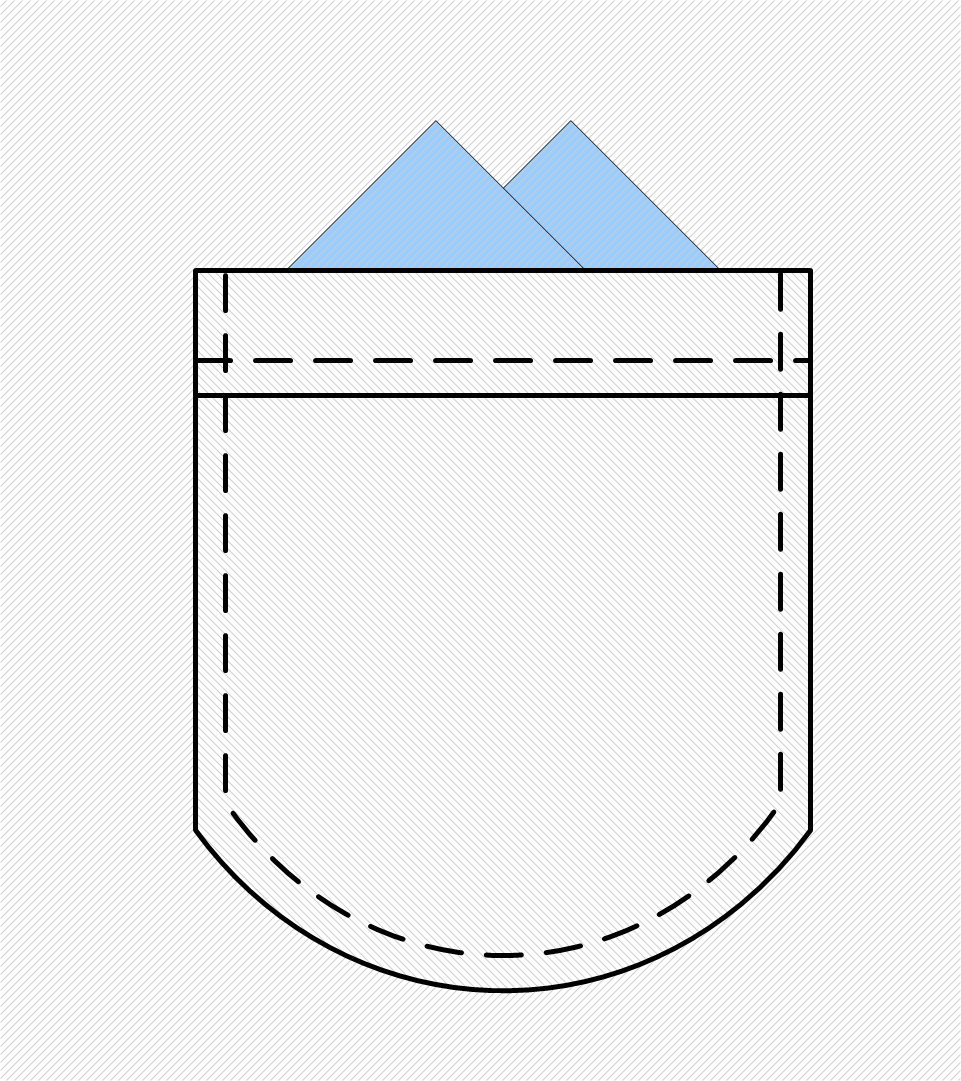
Túi bầu với viền nổi
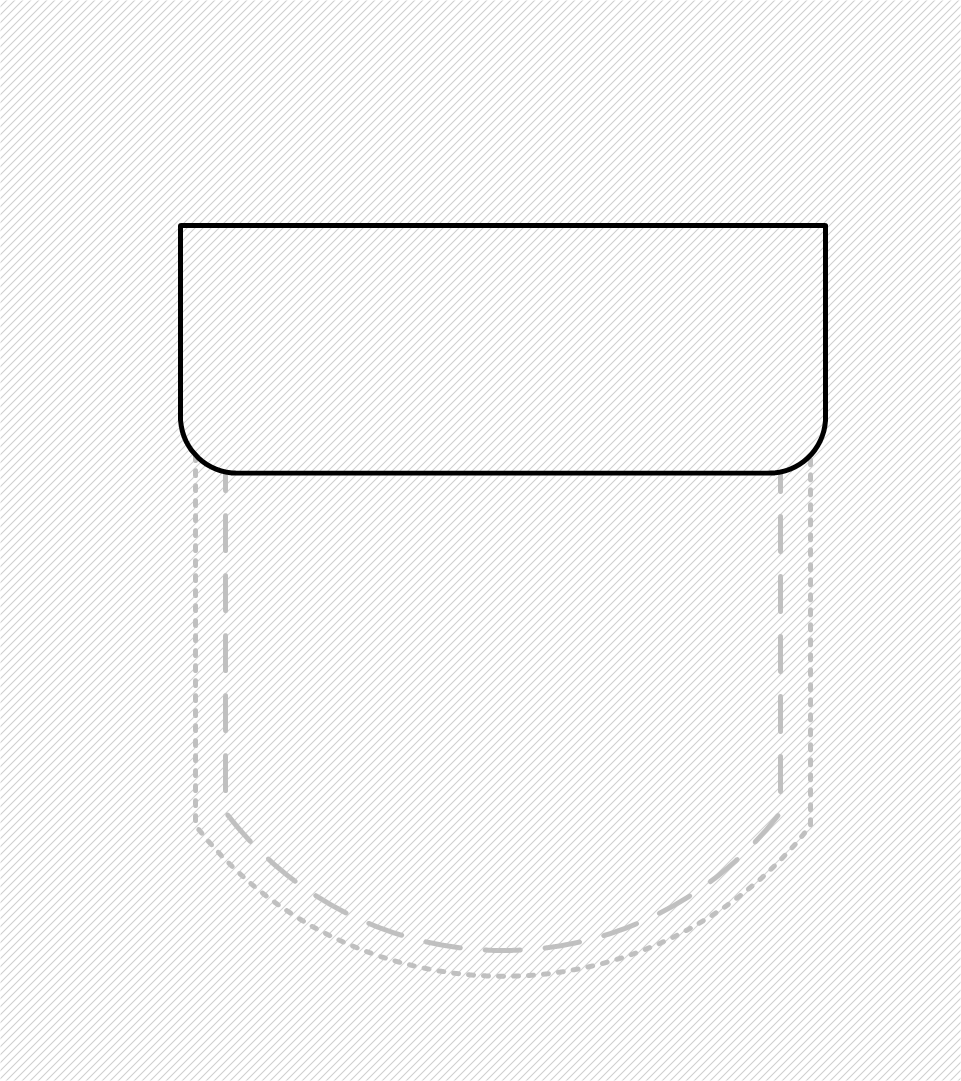
Túi nắp phù hợp với áo blazer
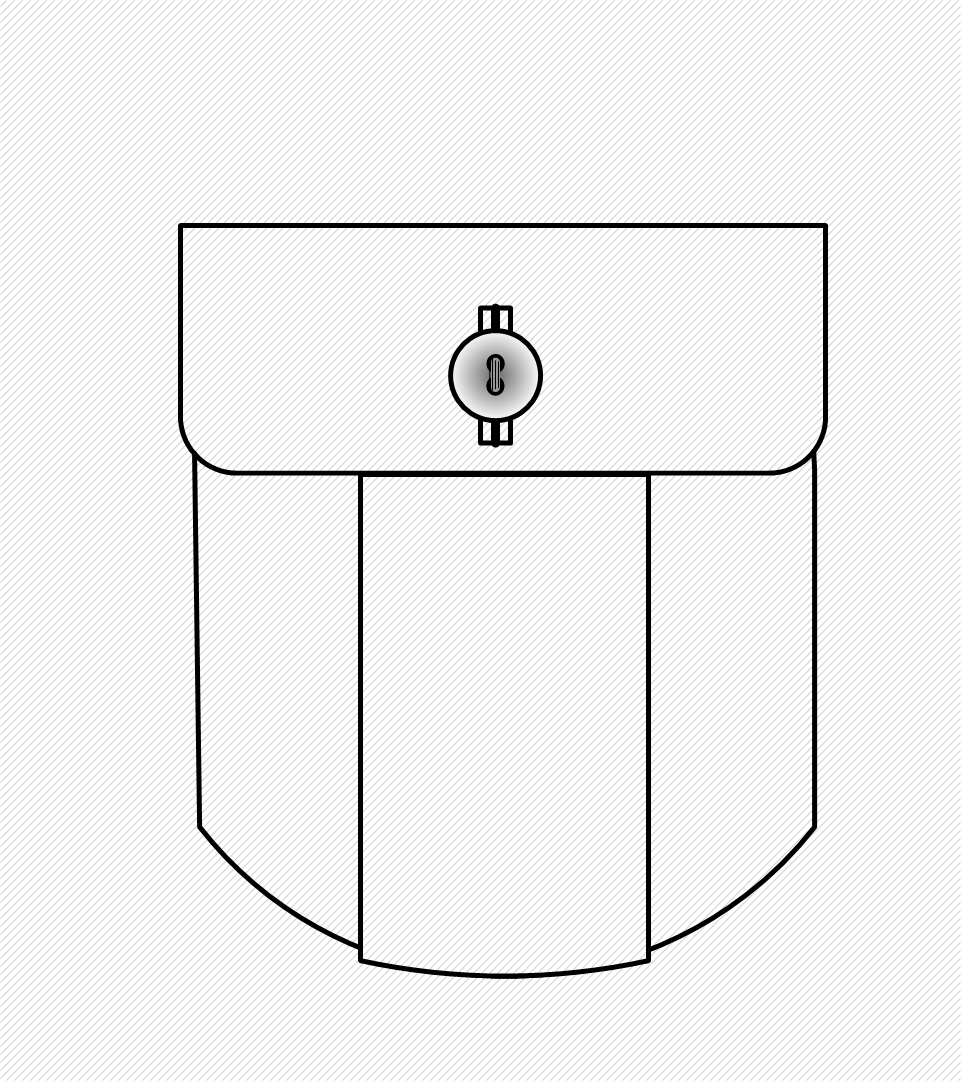
Túi nắp hộp phù hợp với áo vét thể thao. (sportcoat)
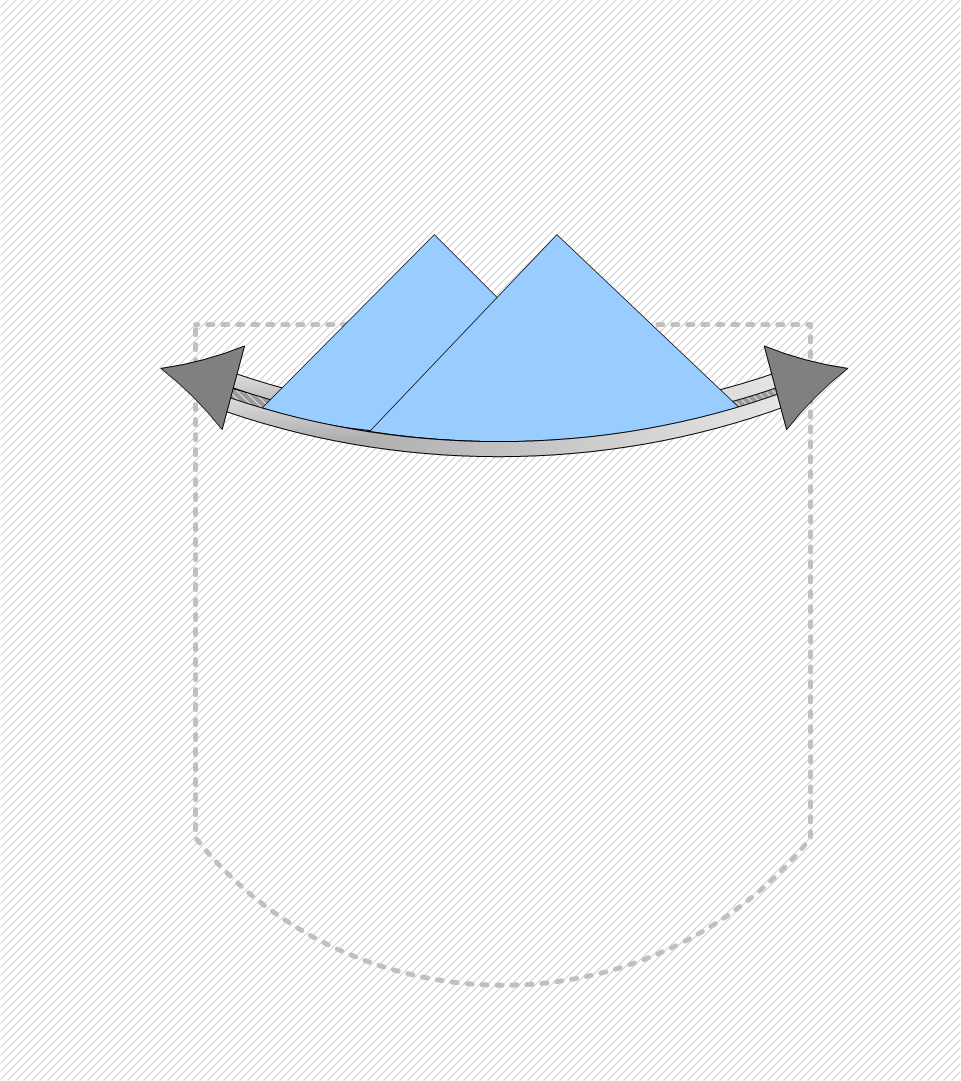
Túi miệng, khe túi với gia cố đường ống và đầu mũi tên, điển hình của trang phục phương Tây
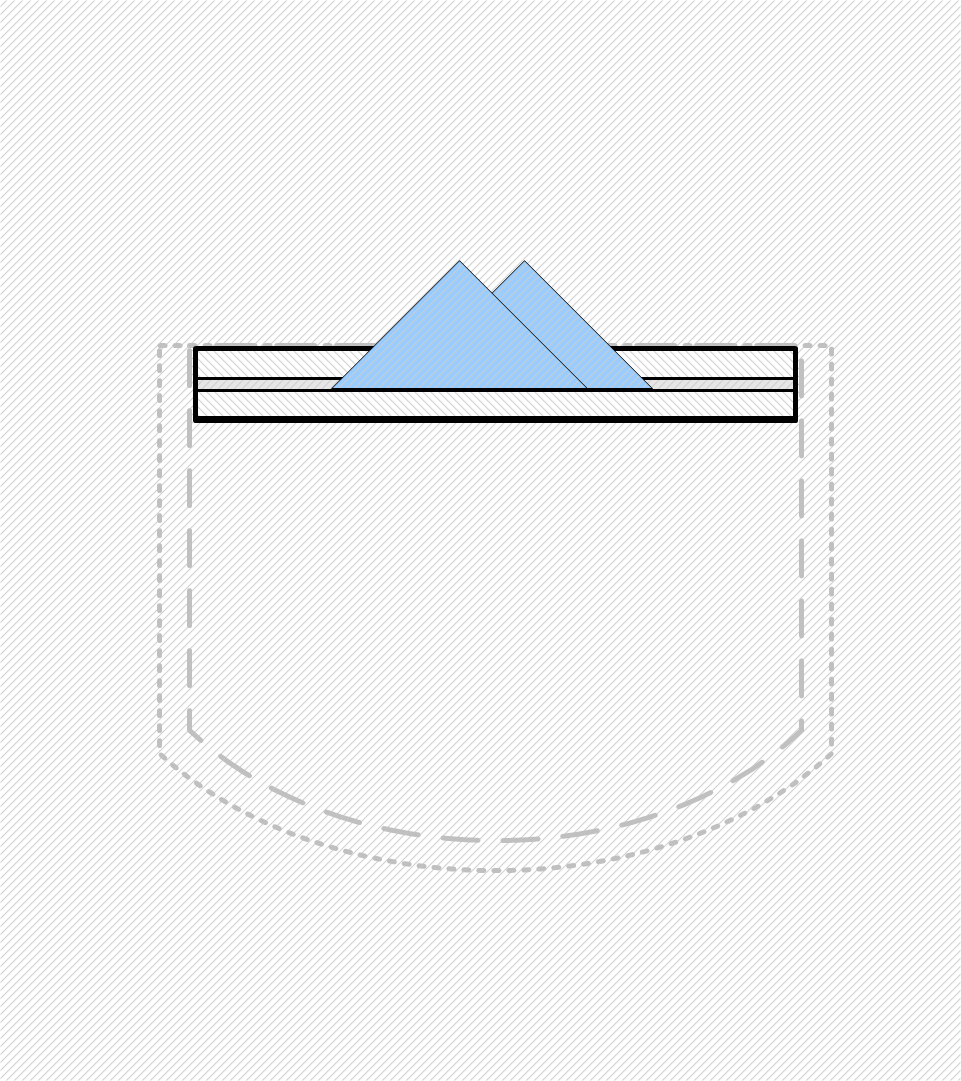
Túi hàn (túi mổ)
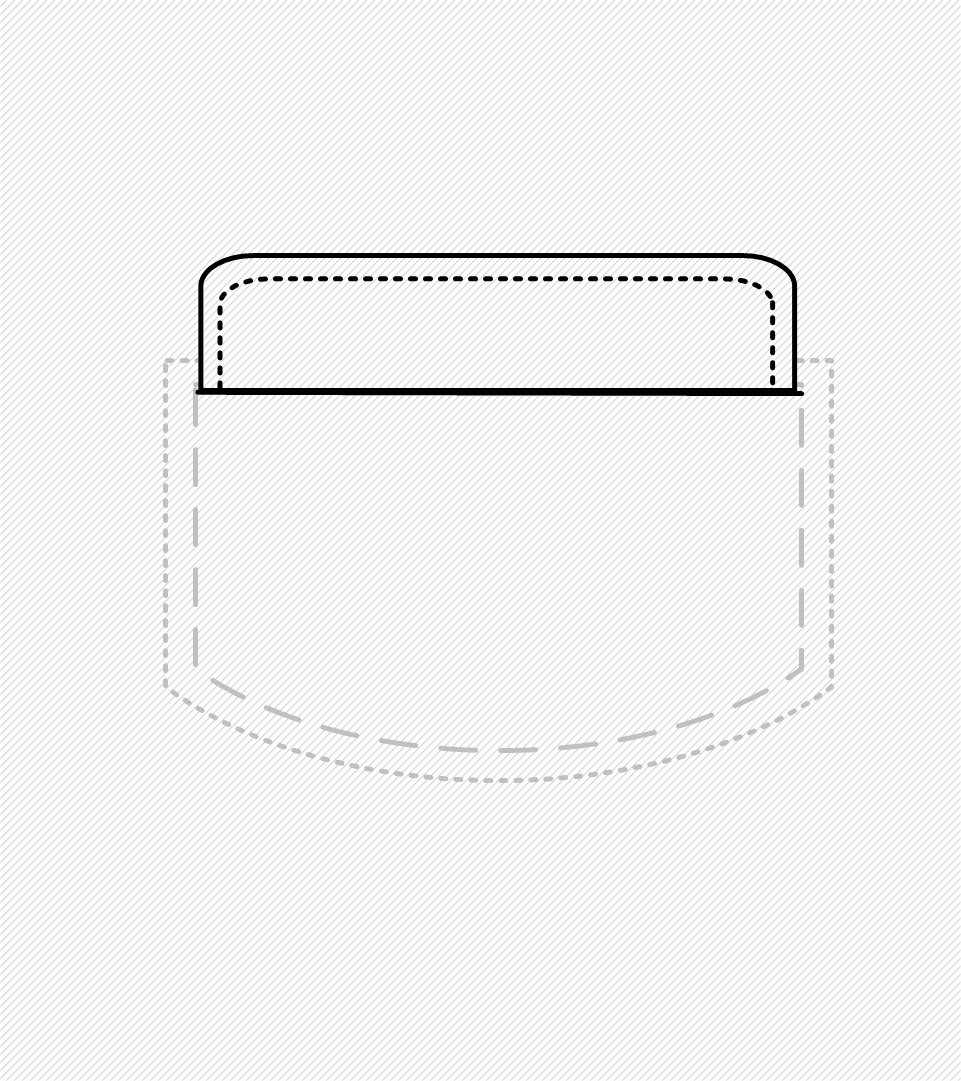
Túi đứng hoặc túi đơn
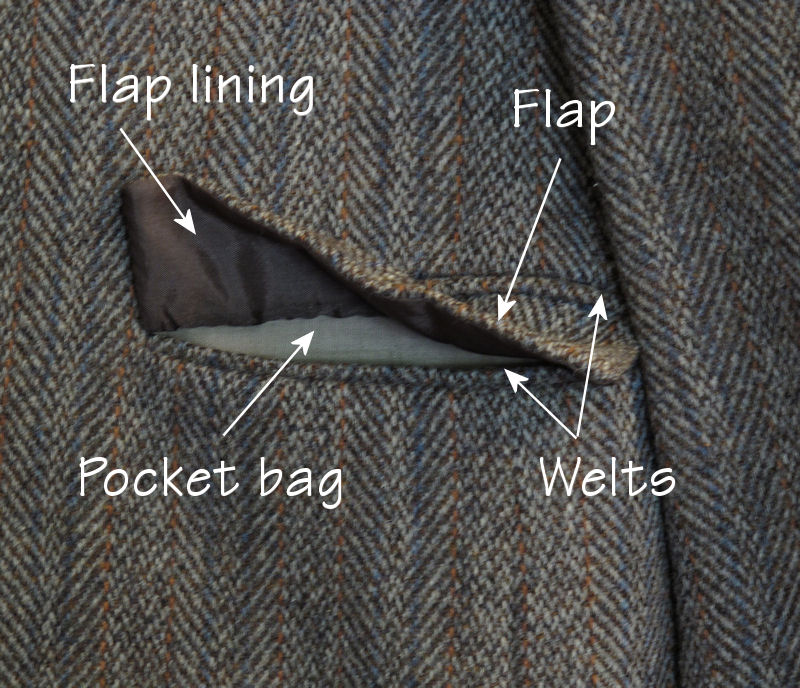
Các bộ phận của một chiếc túi may

## Đường xẻ tà
Đường xẻ tà là một đường cắt dọc ở phía dưới sau đuôi áo, giống như một lỗ thông. Ban đầu, đường xẻ tà được may trên các loại áo vest dạng thể thao, được thiết kế để hỗ trợ cưỡi ngựa dễ dàng hơn. Có ba kiểu may: đường xẻ tà đơn (cắt chính giữa áo), xẻ tà đôi thuận tiện, đặc biệt là khi sử dụng túi hoặc ngồi xuống, để cải thiện độ treo của áo vest, vì vậy hiện được may hầu hểt trên áo vest. Không có đường xẻ tà được may trên Tuxedo.

## Nghi thức ăn mặc

### Trang phục kinh doanh
Theo truyền thống trang phục kinh doanh đề cập đến một quy tắc trang phục phương Tây thường liên quan đến bộ com-lê và cà vạt. Do đó trang trọng hơn trang phục thường nhật. Đó là một quy tắc trang phục truyền thống nhằm thể hiện sự tôn trọng với vị thế. Trang phục kinh doanh thường được áp dụng cho sử dụng văn phòng trong các ngành nghề môi trường như chính trị, ngoại giao, ngành luật và tài chính, kinh doanh, cũng như các sự kiện nhất định. Trang phục được coi là kinh doanh phải phù hợp về vải bao gồm các màu trung tính được nhấn và có đường may sạch sẽ, sắc nét

### Trang phục thường nhật

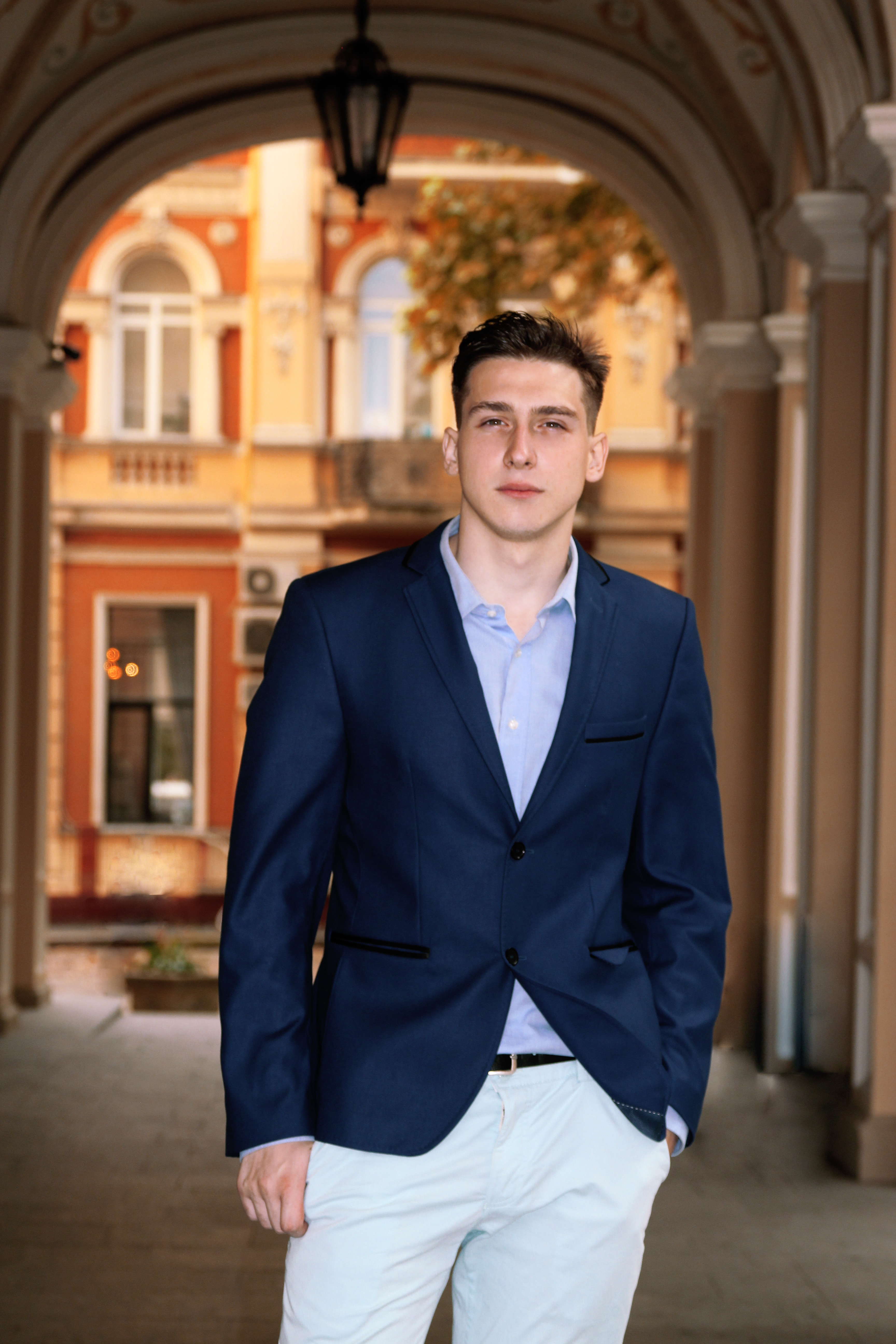
Trang phục thường nhật, còn gọi là mặc đờ-mi (phiên âm tiếng Pháp: Demi, nghĩa là một nửa)

Trang phục thường nhật là một Nguyên tắc trang phục phương Tây được nới lỏng, tự nhiên và phù hợp cho việc sử dụng hàng ngày. Trang phục thường nhật trở nên phổ biến ở phương Tây sau cuộc phản công của thập niên 1960. Nguyên tắc nhấn mạnh sự thoải mái ăn mặc giản dị.
Một định nghĩa về kinh doanh thông thường nói rằng (theo nghĩa "mặc đẹp") điểm nhấn áo vest kết hợp áo sơ mi, áo thun ngắn tay, quần Kaki, quần jean, (váy cho nữ) và đôi khi nam giới không cần cà vạt.
Mặc dù trang phục thường nhật theo nghĩa "không trang trọng", chiếc áo vest được phổ biến tới các môn thể thao dành cho khán giả vào cuối thế kỷ 20, rất nhiều hoạt động thể thao đã ảnh hưởng từ thời trang. Các chất liệu cơ bản được sử dụng cho chiếc áo vest thường ngày bao gồm các loại vải sợi tổng hợp, sợi bông, denim, hoặc vải Tuýt.
Cũng theo một tờ báo nước Úc The Sunday Mail ở thành phố Brisbane, đã định nghĩa một người đàn ông thông minh trong công việc và bối cảnh môi trường là "trông sắc sảo mà không quá trang trọng; nó chuyên nghiệp nhưng cũng thoải mái."

## Các dạng áo
Dưới đây là một vài kiểu áo khoác may tương tự áo vest.

### Blazer
Blazer được may đặc biệt với hàng khuy nút bằng kim loại (có thể là đồng, bạc, kể cả ngọc trai). Nguồn gốc của môn thể thao ngoài trời là chèo thuyền (văn hóa Tây phương). Áo Blazer phù hợp với các hoạt động ngoài trời. Chất liệu may loại vải chắc chắn hơn và dày hơn chẳng hạn như: nhung, da lộn, denim, và vải tuýt.

### Sportcoat
Sport coat may cắt tương tự giống như áo Blazer. Áo thường đi kèm với một miếng vá da trên vai trước để ngăn chặn sự tác động từ cán của một khẩu súng ngắn hoặc súng trường, thông thường nhận biết áo với miếng vá được may đè trên khuỷu tay. Áo khoác phù hợp với môn săn bắn ngoài trời phổ biến ở nước Anh gồm bắn súng thể thao hoặc câu cá, hoặc được sử dụng để mặc trong thời tiết ẩm ướt.

### Hacking jacket
Áo Hacking thường được may bằng vải tuýt, hoặc len lông cừu với ba cúc áo. Phù hợp cho dạng thể thao như môn cưỡi ngựa.

### Áo đuôi tôm
Áo đuôi tôm (tailcoat) thường có tà áo phía sau dài tới đầu gối. Truyền thống trang phục phương Tây chính thức các dịp buổi sáng.

### Áo Tôn Trung Sơn
Áo Tôn Trung Sơn (Mao’s suit) là áo truyền thống màu xanh chàm với ba hoặc bốn túi, cổ áo nhỏ kiểu cổ Tàu với hàng khuy nhiều nút.